# Església de Sant Pere ad Vincula (Torralba de Aragón)
L'església de Sant Pere ad Vincula és una església parroquial catòlica a Torralba d'Aragó (Província d'Osca, Espanya). És un edifici del gòtic tardà que va sofrir múltiples afegits i reformes en època renaixentista, entre les quals destaca el seu canvi d'orientació.
Consta d'una àmplia nau única. El primitiu creuer va ser transformat en dues capelles laterals al segle xvi, la capçalera poligonal es va convertir en els peus del temple i es va instal·lar allí un cor alt. Els peus van passar a ser la nova capçalera recta i a aquesta va quedar adossada la torre mudèjar que completa el conjunt.
A l'interior, al que s'accedeix per una senzilla portada amb atri, destaquen les voltes de creueria estrelada amb tercelets de la nau principal, així com les cobertes de les dues capelles laterals.
A l'exterior, la fàbrica de maçoneria apareix recorreguda en la part superior del mur meridional per una galeria de arquets de mig punt realitzada en maó, que també va ser un afegit del segle xvi i que confereix a la construcció un aire civil.
La torre també està realitzada en maó i presenta planta quadrada i quatre cossos en altura; l'últim es troba obert i en ell s'allotgen les campanes. La seua decoració es basa en motius de tradició mudèjar com zigs-zags, rombes i creus de múltiples braços.